# Berecz Frigyes
Berecz Frigyes (Budapest,  1933. március 20. – Budapest, 2005. december 7.) magyar gazdasági vezető, politikus, miniszterelnök-helyettes (1986–1987), ipari miniszter (1987–1989), az MSZMP tagja.

## Életpályája
A polgári iskola elvégzése után a Posta műszerész iparitanuló iskolájában tanult. 1949-ben műszerészsegédként végzett. A katonaság utána a Beloiannisz Híradástechnikai Gyárban helyezkedett el műszerészként. Esti iskolán leérettségizett. 1964-ben a Budapesti Műszaki Egyetem Villamosmérnöki Karán végzett, majd gazdasági mérnöki képesítést is szerzett. 1972-ben a gyár pártbizottságának agitációs-propaganda titkára volt. 1973 decemberében a BHG termelési igazgatójának nevezték ki. 1976-ban műszaki igazgató és vezérigazgató-helyettes lett. 1980 márciusában az MSZMP központi bizottságának tagja lett. Ugyanebben az időszakban az MTA  távközlési rendszerek bizottságának lett a tagja. 1981 januárjától a BHG vezérigazgatója lett. 1985-ben a pártkongresszuson ismét beszavazták az MSZMP KB-be. 1986 márciusától az Országos Műszaki Fejlesztési Bizottság Plénumának tagja lett. 1986 júniusában bekerült a  Magyar Kereskedelmi Kamara elnökségébe. 1986 decemberében a minisztertanács elnökhelyettesévé (miniszterelnök-helyettes), majd rövidesen a Lázár-kormány gazdaságfelügyeleti bizottságának elnökévé nevezték ki. Kapolyi László utódjaként 1987. december 16. és  1989. május 10. között ipari miniszter volt. Ezen a poszton őt Horváth Ferenc követte. 1990-ben ismét a BHG vezérigazgatója lett, de orvosai tanácsára néhány hónap után távozott a posztról, de 1992-ig vállalat munkatársa maradt.

## Művei
- Tévúton. Harminc hónap három kormányban; Magvető, Bp., 1990
- Rózsaszín báróság. Kontraszelektálódásom története; magánkiadás, Bp., 2007

## Díjai, elismerései
- Munka Érdemrend ezüst fokozat (1978)[14]
- Munka Érdemrend arany fokozat (1983)[15]
- Puskás Tivadar-díj
- Eötvös Loránd-díj (1986)[16]